# Сантелли, Итало
Итало Сантелли (итал. Italo Santelli; 15 августа 1866, Карродано, Лигурия — 8 февраля 1945, Ливорно, Тоскана или Будапешт) — итальянский фехтовальщик, серебряный призёр летних Олимпийских игр 1900 года в сабле среди маэстро, основоположник современного сабельного фехтования.
Сантелли создал новый стиль фехтования на саблях. Он его продемонстрировал на летних Олимпийских играх 1900 года в Париже, выиграв серебряную награду в своём классе. Также он занял седьмое место в турнире рапиристов.
Сын Итало Джорджо Сантелли (1897—1985) выиграл золото на Олимпийских играх 1920 года в командном первенстве саблистов.
Итало Сантелли долгое время проживал в Венгрии. Его имя в венгерской кухне носит поджаренная на шпике яичница-болтунья с дебреценской варёно-копчёной колбасой и помидорами. Как считается, это было любимое блюдо фехтовальщика на второй завтрак в ресторане гостиницы «Геллерт».